# ولاء الدين يعقوب
ولاء الدين موسى يعقوب ( ولد 1 يناير 2000 -) لاعب كرة قدم سوداني، يلعب حاليا كمهاجم في نادي حي الوادي نيالا.

## سيرة دولية
سجل هدفًا ضد منتخب موريتانيا في 17 يناير 2018، بعد أكثر من عامين من تسجيله أول هدف له مع منتخب بلاده ضد منتخب إثيوبيا في كأس سيكافا 2015.

## الإحصائيات المهنية

### النادي
آخر تحديث 20 مايو 2018.
| النادي          | الموسم          | الدوري                  | الدوري   | الدوري  | الكأس    | الكأس   | قاري     | قاري    | آخر      | آخر     | مجموع    | مجموع   |
| النادي          | الموسم          | الفئة                   | مبارايات | الأهداف | مبارايات | الأهداف | مبارايات | الأهداف | مبارايات | الأهداف | مبارايات | الأهداف |
| --------------- | --------------- | ----------------------- | -------- | ------- | -------- | ------- | -------- | ------- | -------- | ------- | -------- | ------- |
| الهلال          | 2017            | الدوري السوداني الممتاز | ؟؟؟      | 2       | ؟؟؟      | ؟؟؟     | 1        | 0       | ؟؟؟      | ؟؟؟     | 1        | 2       |
| الهلال          | 2018            | الدوري السوداني الممتاز | ؟؟؟      | 2       | ؟؟؟      | ؟؟؟     | 2        | 0       | ؟؟؟      | ؟؟؟     | 2        | 2       |
| الهلال          | 2018–19         | الدوري السوداني الممتاز | ؟؟؟      | ؟؟؟     | ؟؟؟      | ؟؟؟     | 4        | 0       | ؟؟؟      | ؟؟؟     | 4        | 0       |
| المجموع الوظيفي | المجموع الوظيفي | المجموع الوظيفي         | ؟؟؟      | 4       | ؟؟؟      | ؟؟؟     | 7        | 0       | ؟؟؟      | ؟؟؟     | 7        | 4       |

ملاحظات
1. ↑  Appearances in the دوري أبطال أفريقيا

### دولي
| الفريق الوطني | عام   | مبارايات | الأهداف |
| ------------- | ----- | -------- | ------- |
| السودان       | 2015  | 2        | 1       |
| السودان       | 2016  | 0        | 0       |
| السودان       | 2017  | 0        | 0       |
| السودان       | 2018  | 7        | 2       |
| مجموع         | مجموع | 9        | 3       |

### الأهداف الدولية
| لا | تاريخ         | مكان                                    | المنتخب   | أحرز هدفا | نتيجة | منافسة                     |
| -- | ------------- | --------------------------------------- | --------- | --------- | ----- | -------------------------- |
| 1. | 5 ديسمبر 2015 | ملعب أديس أبابا، أديس أبابا، إثيوبيا    | إثيوبيا   | 1–1       | 1–1   | كأس سيكافا 2015            |
| 2. | 17 يناير 2018 | ملعب محمد الخامس، الدار البيضاء، المغرب | موريتانيا | 1 -0      | 1-0   | بطولة الأمم الأفريقية 2018 |
| 3. | 3 فبراير 2018 | استاد مراكش، مراكش، المغرب              | ليبيا     | 1 -0      | 1–1   | بطولة الأمم الأفريقية 2018 |

## روابط خارجية
- ولاء الدين يعقوب على موقع قاعدة بيانات كرة القدم.إي يو (الإنجليزية)
- ولاء الدين يعقوب على موقع Soccerway.com (الإنجليزية)